# A Film with Me in It
A Film with Me in It é um thriller de comédia. Foi realizado em 2008, e é dirigido por Ian Fitzgibbon, escrito por Mark Doherty, com Dylan Moran, Mark Doherty e Amy Huberman nos principais papéis.

## Enredo
Um actor com pouca sorte acaba com um grande número de corpos mortos nas suas mãos. Juntamente com o seu hilariante amigo, eles tentam escapar da situação, re-escrevendo todos os acontecimentos do dia como se fosse um filme. Eles lançam ideias para a frente e para trás, desesperadamente à procura de uma saída.

## Elenco
Elenco principal
- Keith Allen como Jack
- David Doherty como David
- Mark Doherty como Mark
- Amy Huberman como Sally
- Neil Jordan
- Dylan Moran
- Aisling O'Sullivan como polícia
- Laura Way como assistente de casting

Participação especial
- Jonathan Rhys Meyers